# 4334 Foo
4334 Foo је астероид главног астероидног појаса са средњом удаљеношћу од Сунца која износи 3,137 астрономских јединица (АЈ).
Апсолутна магнитуда астероида је 12,8.